# Voli me (televizijska serija)
Voli me (eng. Love me) je australska dramska serija, temelji se prema švedskoj seriji iz 2019., Älska mig, autorice Josephine Bornebusch.
Serija je u Hrvatskoj dostupna na streaming platformi Pickbox Now od 6. lipnja, a na Pickbox TV-u od 25. srpnja 2022.

## Radnja
Serija je smještena u Melbourne, Victoria, to je priča o ljubavi, gubitku i složenosti odnosa za oca, kćer i sina suvremene australske obitelji srednje klase. Potaknuti smrću majke s invaliditetom, o kojoj se otac brinuo kod kuće nekoliko godina, njih troje posrću u svojim životima, na kraju pronalazeći sebe i jedni druge.

## Pregled serije
Prva sezona u Hrvatskoj je dostupna na streaming platformi Pickbox Now od 6. lipnja, a na Pickbox TV-u se premijerno prikazala od 25. srpnja 2022. Druga sezona najavljena je za jesen 2023. na Pickbox Now
| Sezona | Epizoda | Datum Australija   | Pickbox NOW     | Pickbox TV                           |
| ------ | ------- | ------------------ | --------------- | ------------------------------------ |
| 1      | 6       | 26. prosinca 2021. | 6. lipnja 2022. | 25. srpnja 2022. – 2. kolovoza 2022. |
| 2      | 6       | 6. travnja 2023.   | jesen 2023.     | jesen 2023.                          |

## Glumačka postava
- Bojana Novaković kao Clara Mathieson
- Hugo Weaving kao Glen Mathieson
- William Lodder kao Aaron Mathieson
- Bob Morley kao Peter K
- Heather Mitchell kao Anita
- Sarah Peirse kao Christine Mathieson
- Mitzi Ruhlmann kao Jesse
- Shalom Brune-Franklin kao Ella
- Celia Pacquola kao Sacha
- John Augustine Sharp kao Max

## Vanjske poveznice
- Love Me u internetskoj bazi filmova IMDb-a